# Petit Satyre des bois
Megisto cymela
Espèce
Le Petit Satyre des bois (Megisto cymela) est une espèce d'insectes lépidoptères (papillons) appartenant à la famille des Nymphalidae, à la sous-famille des Satyrinae et au genre Megisto.

## Dénomination
Il a été nommé Megisto cymela par Pieter Cramer en 1777.
Synonymes : Papilio cymela Cramer, [1777] ; Cissia eurytus ; Dyar, 1903.

### Nom vernaculaire
Le Petit Satyre des bois se nomme Little Wood Satyr en anglais.

### Sous-espèces
- Megisto cymela cymela
- Megisto cymela viola (Maynard, 1891)[1].

## Description
Ce papillon de taille moyenne (d'une envergure variant de 29 à 48 mm) présente un dessus de couleur beige foncé orné de gros ocelles marron foncé cerclés de clair et doublement pupillés, placés en position submarginale, deux aux ailes antérieures et deux (dont un moins marqué) aux postérieures.
Le revers est orné de gros ocelles noirs doublement pupillés et cerclés de jaune dont deux gros aux ailes antérieures et deux gros et un petit aux postérieures.

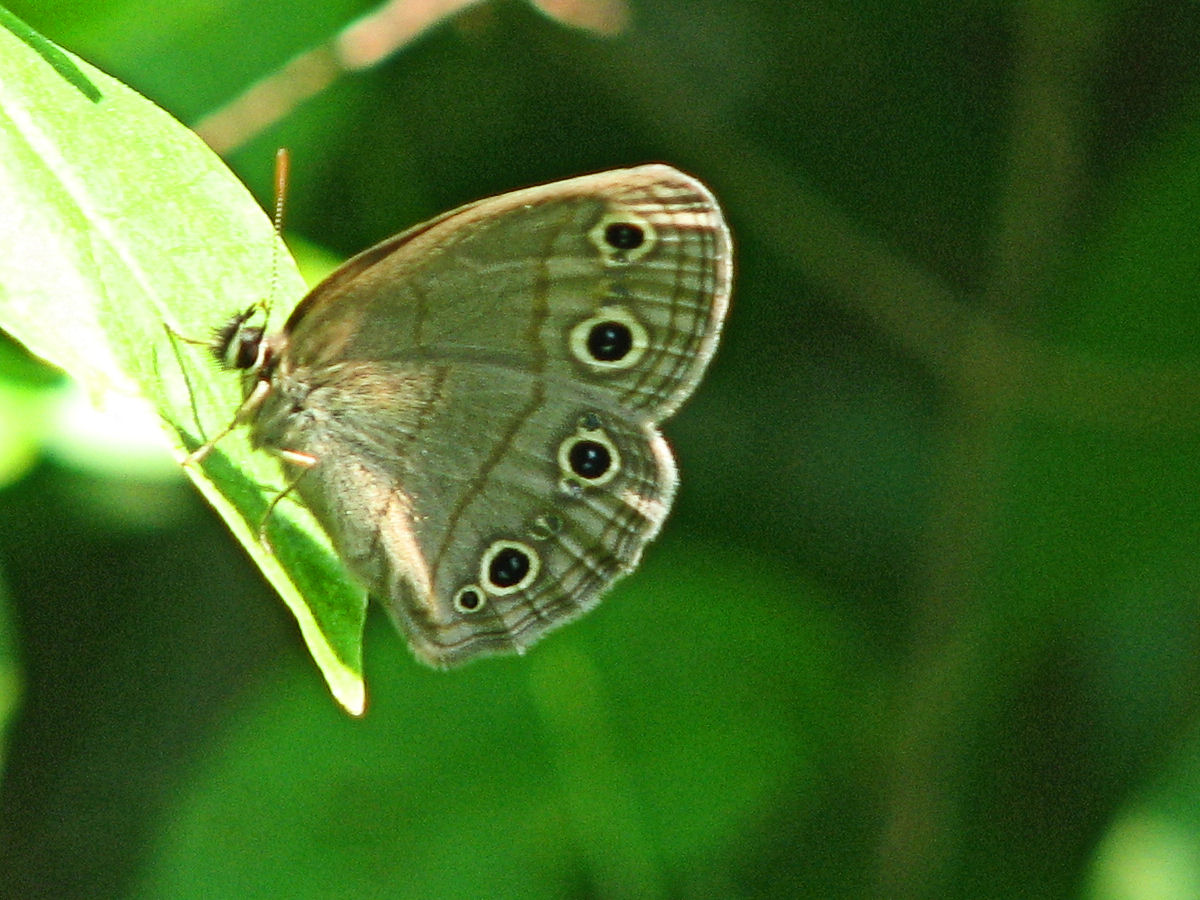
Revers du Petit Satyre des bois.

### Chenille
La chenille et marron clair verdi, avec une bande plus foncée sur le dos et des lignes sur les flancs.

## Biologie

### Période de vol et hivernation
Il hiverne au stade de chenille.
L'imago vole en juin-juillet en une génération dans le nord de sa zone de répartition, de mars à septembre en deux ou trois générations plus au sud.

### Plantes hôtes
Les plantes hôtes de sa chenille sont des Poaceae et des Cyperaceae dont Dactylis glomerata, Poa pratensis et Eremochloa ophiuroides,.

## Écologie et distribution
Il est présent en Amérique du Nord dans le sud-est du Canada et toute la partie « Est » des États-Unis, à partir du Dakota du Nord, du Dakota du Sud, du Nebraska, et de l'est  du Kansas, de l'Oklahoma et du Texas,.

### Biotope
Il réside dans des zones broussailleuses en lisière de bois.

### Protection
Pas de statut de protection particulier.